# Kerengor, Kunigal
Kerengor là một làng thuộc tehsil Kunigal, huyện Tumkur, bang Karnataka, Ấn Độ.